# Кортикотропин-освобождаващ фактор
Кортикотропин-освобождаващият фактор (CRH), известен още и като кортикотропин-освобождаващ хормон и кортиколиберин, е полипептиден хормон и невротрансмитер, участващ в процеса на стрес и адаптация.
Главната му функция е да стимулира синтезата на адренокортикотропен хормон от хипофизата.
Кортикотропин-освобождаващият фактор (CRH) е пептид, изграден от 41 аминокиселини, който се получава от препрохормон с големина от 191 аминокиселини чрез частична протеолиза. CRH се секретира в паравентрикулярното ядро (PVN) на хипоталамуса в отговор на състояние на биологичен стрес. Значителна редукция в производството на CRH се наблюдава при Болест на Алцхаймер и при автозомна рецисивна хипоталамична кортикотропна надостатъчност, които водят до множество потенциално фатални последствия, като хипогликемия и хепатит. Освен в хипоталамуса известни количества CRH се синтезират и в периферните тъкани като T-лимфоцити и особено от плацентата. Произхождащият от плацентата CRH е маркер, определящ продължителността на бременността и времето на раждането. Наблюдава се бързо повишаване на нивата на циркулиращия CRH в началото раждането, което предполага, че освен основите си метаболитни функции, CRH играе роля в пусковия механизъм на раждането.

## Действие
CRH се произвежда от парвоклетъчните невроендокринни клетки (които се намират в паравентрикулярното ядро) на хипоталамуса и се освобождава в централното възвишение от невросекреторните аксони на невроните към първичния капилярен сплит на хипоталамо-хипофизната система. От там CRH се транспортира до аденохипофизата, където стимулира кортикотрофите да секретират адренокортикотропен хормон (ACTH) и други биологично активни субстанции като бета-ендорфин. ACTH стимулира синтезата на кортизол, глюкокортикоиди, минералкортикоиди и дехидроепиандростерон.
α-Спиралният участък на CRH (9–41 аминокиселина) действа като антагонист на CRH.

## Структура
Секвенцията на CRH от 41-аминокиселини е установена за пръв път при овца от Vale et al. през 1981 г. Аминокиселинната му последователност е:
- SQEPPISLDLTFHLLREVLEMTKADQLAQQAHSNRKLLDIA (за еднобуквените означения на аминокиселините виж Аминокиселина)

Човешкият пептид и този от плъх са идентични, като се различават само по 7 аминокиселини от овчия:
- SEEPPISLDLTFHLLREVLEMARAEQLAQQAHSNRKLMEII

## Взаимодействия
Кортикотропин-освобождавашият фактор е лиганд на рецептор известен като кортикотропин-освобождаваши фактор-рецептор-1, трансмембранен протеин член на семейството на G-протеин асоцийраните рецептори
, кодиран от CRHR1 гена.

## Роля при раждането
CRH се синтезира и от плацентата и изглежда определя продължителността на бременността.
Нивата му се повишават в края на бременността непосредствено преди началото на подовия процес. Понастоящем са приети три роли, които CRH изпълнява при раждането:
- Увеличава нивата на дехидроепиандростерона (DHEA) чрез директно влияние на феталните надбъбречни жлези и индиректно чрез майчината хипофиза. DHEA има роля в подготовката и стимулацията на цервикалните контракции.
- Способства за увеличаване на достъпа на простагландин в утероплацентните тъкани. Простагландините активират цервикалните контракции.
- Преди раждането потиска контракциите чрез увеличаване на нивата на цАМФ в миометриума.

## Фармакология
CRH-1 рецепторният антагонист pexacerfont се изследва за възможно лечение на състоянието на генерализирана тревожност при жените. С друг антагонист antalarmin се експериментира върху животни като средство за лечение на безпокойство, депресия и други състояния.
Установени са също тъка ненормално високи нива на CRH в ликвора на жертви на самоубийство.
Скорошни изследвания свързват активацията на CRH1 рецептора с чувството на еуфория, съпровождащо консумацията на алкохол. Антагонистът на CRH1 рецептора, CP-154,526 (на Пфайзер) се изследва като потенциално средство за лечение на алкохолизъм.